# Johann Georg von Browne
Graf Johann Georg von Browne of Camus (* 18. Februar 1742 in Moskau; † 14. Oktober 1794 in Wien) war kaiserlicher Generalfeldzeugmeister, k. k. wirklicher Geheimer Rat und  2. Graf Browne of Camus.

## Herkunft
Seine Eltern waren Georg Browne (1698–1792) und dessen Ehefrau Helene Martha von Lacy (1717–1764). Sein jüngerer Bruder Johann Georg (1767–1827) wurde als Förderer von Beethoven bekannt.

## Leben
Er kam 1758 als Fähnrich in das Infanterie-Regiment No. 28 (Wied). Im Siebenjährigen Krieg und zeichnete sich bei Torgau und Freiberg aus.
Nach dem Krieg war er Major im Infanterie-Regiment No. 54 (Sincere), bereits 1769 kam er als Oberst in das Infanterie-Regiment Nr. 2, 1773 wurde er zweiter Inhaber des Regiments. Er wurde am 25. April 1775 zum Generalmajor und am 26. Juni 1786 zum Feldmarschall-Lieutenant befördert. Als solcher nahm er am 8. Türkenkrieg teil. Ende 1788 kommandierte er ein Korps von sieben Grenadier- und sechs Füsilier-Bataillonen sowie einem Freibataillon, das den Raum zwischen Semlin und Mitrowitz deckte. Bei der Belagerung von Belgrad wurde er von Laudon am 30. September vor dem entscheidenden Sturm mit der Führung der Kolonnen beauftragt. Dafür wurde er am 19. Oktober 1789 zum Feldzeugmeister befördert und mit dem Kommandeurskreuz des Maria-Theresia-Ordens ausgezeichnet.
Während des ersten Koalitionskrieges wurde er im Januar 1794 als Vertretung des erkranken Dagobert Sigmund von Wurmser als Oberkommandierender an den Rhein geschickt. Aber auch Browne erkrankte, sodass er im April 1794 durch Albrecht von Sachsen-Teschen ersetzt wurde. Browne kehrte als Hofkriegsrat nach Wien zurück. Dort starb er aber am 14. Oktober 1794.
Er ist zusammen mit seinem Onkel Graf Franz Moritz von Lacy (1725–1801) in dessen Grablege „Moritzruhe“ in Wien begraben.